# هایده
معصومه دَده‌بالا (۲۱ فروردین ۱۳۲۱ – ۳۰ دی ۱۳۶۸) که با نام هایده شناخته می‌شد، خوانندهٔ ایرانی بود. او در طول دو دهه فعالیت و اجرای بیش از ۲۰۰ ترانه، به‌واسطهٔ صدای اپرایی و آلتویی که داشت، در میان مردم به شهرت رسید و از او به‌عنوان یکی از برجسته‌ترین و تاثیرگذارترین خوانندگان تاریخ ایران یاد می‌شود. وی در زمان‌بندی موسیقایی، داشتن ضرب‌آهنگ روان در اجرا و بیان شاعرانه و مؤثر موسیقایی، به‌همراه تلفیق قدرت حنجره و مهارت در تکنیک‌های آوازی شهرت داشت.
هایده آواز خواندن را با گوش دادن به رادیو و تلویزیون و آثار دلکش آغاز کرد و موسیقی را نزد چندین استاد فرا گرفت. او فعالیت حرفه‌ای خود را در سال ۱۳۴۷ و با اجرا در برنامهٔ رادیویی گل‌ها آغاز کرد. او مدتی بعد با دیگر موسیقی‌دانان شروع به همکاری و ترانه‌هایی از جمله «سوغاتی» را منتشر کرد. هایده پیش از انقلاب ۱۳۵۷ به لندن نقل مکان کرد و این انقلاب را «فتنه» نامید. او در سال ۱۳۶۱ برای ادامهٔ فعالیت در موسیقی به لس آنجلس رفت و در ایالات متحده ترانهٔ «بهار بهار باز اومده دوباره» با موضوع دلتنگی برای ایران را منتشر کرد که با بازخورد خوبی همراه بود. او در این دهه از مشکلات روحی جسمانی رنج می‌برد و یک روز پس از اجرای کنسرتی در کالیفرنیا، بر اثر سکته قلبی در ۴۷ سالگی درگذشت.
در سال ۱۳۹۸، شورای لس آنجلس اهمیت هایده و صدای پرتوانش را میراث جامعهٔ ایرانی و لس آنجلس معرفی کرد. او خواهر بزرگ‌تر دیگر خوانندهٔ ایرانی، مهستی، بود. موسیقی‌دان محمد حیدری توانایی هایده در موسیقی را تحسین کرده و در توصیف او و مهستی گفته «مهستی در ایران که بود صدایش از لطافت بیشتری برخوردار بود نسبت به هایده. هایده از قدرت صدای بیشتری برخوردار بود. در خانه، هایده از نفوذ کلام بیشتری برخوردار بود.»

## کودکی و نوجوانی
هایده که نام اصلی او معصومه دده‌بالا بود، ۲۱ فروردین ۱۳۲۱ در تهران متولد شد. پدر وی محمد دده‌بالا که متولد روستای دده‌بالا از توابع شهر تبریز بود و مادرش زینب بلغاری، مولودی‌خوان سفره‌ها و مراسمات مذهبی بود و هایده به‌همراه خواهرش مهستی در کودکی اغلب در کنار مادر در این مراسمات مولودی‌خوانی شرکت می‌کردند. هایده در ابتدا به‌واسطهٔ صدای توانمند، اپرایی و آلتویی‌اش و سپس با پالودن صدایش به‌واسطهٔ دقت بیشتر، غزل‌سرایی و تنوع، برجسته شد. صدای هایده به لحاظ زیباشناختی با صدای آوازه‌خوان دیگر موسیقی ایرانی، دلکش، که از وی قدیمی‌تر بود مقایسه می‌شد. در کنار توانایی صوتی درخور توجه، محبوبیت هایده در میان شنوندگان ایرانی، در درجهٔ اول به‌دلیل تسلط وی بر اصول بنیاد موسیقی، صدای زایا، مجموعه‌ای از آهنگ‌های ایرانی و اجرای ردیف‌های آواز بوده است. این اجراها جایگاه وی را در فهرست آوازخوان‌های برجستهٔ موسیقی ایرانی در سدهٔ بیستم میلادی تثبیت کرد. خواهر کوچک‌تر او، مهستی نیز از خوانندگان معروف ایرانی بود که حدود سه‌سال پیش از هایده خوانندگی را آغاز کرد.

## فعالیت حرفه‌ای

### آغاز کار و تمرین موسیقی
هایده با تشویق و معرفی رهی معیری به پیرنیا گام به عرصه خوانندگی نهاد. اولین بار آوازی در دستگاه شور با غزل رهی از او در رادیو اجرا و پخش شد که به علت مخالفت همسر هایده پخش آن متوقف شد، اما بعدها مجدداً به وسیله رهی و مجید نجاحی نوازنده صاحب سبک سنتور ابتدا به پرویز یاحقی و بعد علی تجویدی معرفی شد. پیش از آنکه هایده به جرگهٔ آوازه‌خوان‌های مشهور بپیوندد، خواهر جوان‌ترِ او، که با نام هنری مهستی مشهور بود، جایگاهی در میان خوانندگان حرفه‌ای به‌دست آورده بود. هایده نزد استادان موسیقی ایرانی شاگردی کرد؛ وی آموزش را با علی تجویدی، مربی آواز، استاد ویولن و آهنگساز شروع کرد، تجویدی کسی بود که با دلکش نیز همکاری داشت. البته هایده پیش از آنکه تجویدی صدای وی را در اجرایی عمومی بشنود، تبحری در موسیقی یافته بود. تجویدی پس از شنیدن صدای هایده بی‌درنگ رجیستری‌های نادر در عمق صدای آلتوی هایده را تشخیص داد. این رجیستری‌ها رنج میانهٔ بسیط (پردامنه) صدای هایده را آشکار ساخت و تجویدی آموزش و یاری در آموختن مجموعهٔ موسیقی آوازی ایرانی را به هایده ارائه کرد. در آغاز صدای بسیط (پردامنه) و خوش‌میزان هایده، آمیزه‌ای از نقدهای قوی و توجه مردمی را به دست آورد. البته او قبل از آغاز فعالیت حرفه‌ای خود نزد احمد عبادی نواختن سه تار و نزد بنان اصول صحیح ردیف آواز ایرانی را آموخته بود. سلفژ را هم نزد فریدون ناصری فراگرفته بود.
هایده، آنگونه که خود به کرات در چندین مصاحبه متذکر شده است، تحت تأثیر صدای پر قدرت و شیوهٔ آوازخوانی دلکش، خوانندهٔ صاحب سبک و بلندآوازهٔ آن دوران، روی به عالم موسیقی آورد. وی در سال ۱۳۴۷، فعالیت حرفه‌ای خود را با خواندن ترانهٔ «آزاده» که اثر استادش علی تجویدی بر روی آخرین سرودهٔ رهی معیری بود آغاز کرد. اجرای ترانهٔ «آزاده» با ارکستر بزرگ گل‌ها در رادیو تهران آغاز کار هایده بود. وی پس از اجرای چندین اثر دیگر از تجویدی و دیگر آهنگسازان بنام، از جمله همایون خرم، در برنامهٔ گل‌ها، از نخستین سال‌های دههٔ ۱۳۵۰ به خواندن ترانه‌های پاپ علاقه‌مند شد که بیشتر از ساخته‌های فریدون خشنود، جهانبخش پازوکی، محمد حیدری و انوشیروان روحانی بودند.

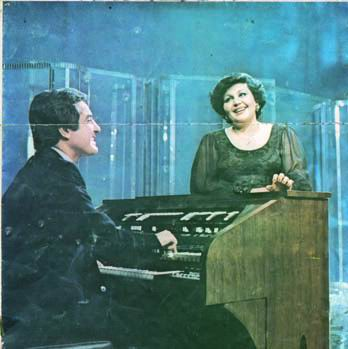
هایده و انوشیروان روحانی در سازمان رادیو تلویزیون ملی ایران، سال ۱۹۷۵ میلادی

علی‌اکبر مولایی، مداح مشهور تهران، از جلسات روضه‌ای می‌گوید که پیش از انقلاب در خانه هایده به‌صورت هفتگی برگزار می‌کرده و در آن جلسات هایده نیز مداحی می‌کرده است.
هایده در شهریور ۱۳۵۷، چند ماه پیش از پیروزی انقلاب ۱۳۵۷، ایران را به مقصد بریتانیا ترک کرد. او تا پایان عمر از این رویداد به عنوان تلخ‌ترین خاطره زندگی خود یاد می‌کرد.
همکاری او با آهنگساز سرشناس ایرانی صادق نوجوکی پس از مهاجرت به آمریکا فزونی یافت به‌طوری‌که منجر به رقم زدن آلبوم‌های «بزن تار» و «شب عشق» گردید. آلبوم «شب عشق» به‌عنوان پرفروش‌ترین آلبوم دههٔ شصت شرکت ترانه معرفی شد و همچنین از آلبوم «بزن تار» به‌عنوان آلبوم سال (۱۹۹۰) یاد شد.
هایده در سال ۱۹۷۹ به بریتانیا و کمی بعد به ایالات متحده آمریکا مهاجرت کرد. وی تا پایان عمر در لس آنجلس زندگی کرد.

### سبک اجرا
به مانند دلکش، هایده نیز با تسلط فنی موسیقایی و با شور و انرژی می‌خواند. وضعیت حنجرهٔ وی این امکان را به هایده می‌داد تا با پیوستاری از ویبراتوهای دلپذیر و نغمه‌سرایی‌های آوازی، که از ملزومات آوازخوانی بود، به خواندن بپردازد. او به راحتی می‌توانست صدای بم آلتوی خود را به پایین، فولر و دارکر کنترآلتو تغییر دهد. آمیزهٔ توانایی حنجرهٔ قوی با آموخته‌روش‌های آوازخوانی، به وی صدای نادر آلتو-کنترآلتو داده بود که وی را قادر ساخته بود که آواز را پرطنین، و بافتارمند اجرا کند. علاوه‌بر این‌ها، شَم زیرکانهٔ وی در زمان‌بندی موسیقایی، جریان ریتمیک آواز ترانه، جمله‌بندی مؤثر موسیقایی و اجرای شاعرانه، وی را قادر به بروز و بیان مؤثر آنچه می‌خواند می‌کرد.

## مرگ
هایده در روز شنبه ۳۰ دی ۱۳۶۸ برابر با ۲۰ ژانویه ۱۹۹۰ میلادی و فردای اجرای کنسرت در کاباره «کازابلانکا» در حومه سان فرانسیسکو، کالیفرنیا، بر اثر سکته قلبی درگذشت. او مبتلا به فشار خون بالا و دیابت بود.
هایده در گورستان وست‌وود در لس آنجلس با حضور هزاران نفر از ایرانیان مقیم آمریکا به خاک سپرده شد. هما سرشار (روزنامه‌نگار)، ویگن (خواننده) و حسن شهباز (مترجم و سردبیر فصل‌نامهٔ رهاورد) از جمله سخنرانان در مراسم بودند. در تهران نیز علی‌رغم محدودیت‌های بسیار، گروهی از مردم در مسجدالجواد یاد او را گرامی داشتند. نوار ویدئویی مراسم به فاصله کوتاهی، مخفیانه در ایران پخش شد.

## پس از مرگ

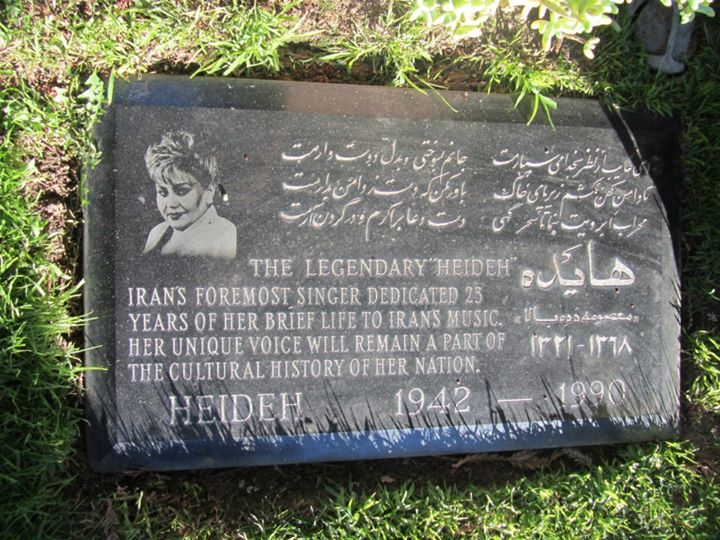
آرامگاه هایده، گورستان وست‌وود در لس آنجلس

### مستند
پژمان اکبرزاده فیلم مستندی دربارهٔ فعالیت‌های هنری و آثار هایده ساخته است که در ژانویهٔ ۲۰۰۹ برای نخستین بار در آمستردام اکران شد.
این مستند یکصد دقیقه‌ای با عنوان سخن از هایده دربرگیرندهٔ بررسی فعالیت‌های هایده، گزیده‌ای از اجراهای او در سبک‌های گوناگون و گفتگو با دوستان و همکاران نزدیک اوست. مستند در جشنوارهٔ فیلم نور در لس آنجلس نامزد دریافت جایزه بهترین مستند شد اما به گزارش تلویزیون فارسی بی‌بی‌سی، «برخی از بستگان و دوستداران هایده به علّت بازگویی بی‌پرده برخی مسائل به آن اعتراض کردند»؛ از سویی در تهران، مستندساز از سوی خبرگزاری فارس به علّت ساخت فیلم دربارهٔ «خواننده معلوم‌الحال طاغوتی» مورد انتقاد قرار گرفت.
شبکه ایرانیان هلند مستند سخن از هایده را در بیستم ژانویه ۲۰۱۰ در بیستمین سالگرد درگذشتِ هایده منتشر کرد و نسخهٔ کوتاه شدهٔ آن نیز از شبکه فارسی تلویزیون صدای آمریکا پخش شد. در ژوئن ۲۰۱۰، کمی پیش از نمایش فیلم در جشنواره ایرانیان سیاتل، «روز آنلاین» در نقدی، مستند را «تلنگری برای یادآوری فضای شوم دههٔ شصت» خواند.

### میراث در شهر لس آنجلس
نام «هایده» را شورای شهر و شهردار لس آنجلس به عنوان بخشی از میراث فرهنگی و هویت ایرانی و میراث هنری این شهر به ثبت رسانید. همچنین طی مراسمی، با حضور شهردار و اعضای شورای شهر لس آنجلس و خانواده و دوستداران وی، نام هایده در تقویم شهر لس آنجلس به ثبت رسید.

### طراحی و اجرای هولوگرام
در ویژه‌برنامه نوروزی ۱۳۹۹ شبکهٔ تلویزیونی من‌وتو، از هولوگرام ایشان جهت اجرای آهنگ‌های نوروزی، رونمایی شد که به گفتهٔ شبکهٔ من‌وتو، این اولین طراحی هولوگرام از ستارگان ایرانی در تاریخ بود. در این برنامه، آهنگ‌های «عید تو عید من» و «نوروز آمد» اجرا شد.